# Adrian Clifton
Adrian Lewis Clifton (ur. 12 grudnia 1988 w Hackney) – angielski piłkarz reprezentujący kadrę Montserratu oraz klub Dagenham & Redbridge.

## Kariera klubowa
Adrian Clifton jest wychowankiem Arsenalu Londyn. Kiedy ukończył wiek juniorski, reprezentował angielskie kluby piłkarskie z niższych lig. Od sezonu 2020/2021 reprezentuje barwy występującego w National League Dagenham & Redbridge.

## Kariera reprezentacyjna
Adrian Clifton jest reprezentantem Montserratu. W reprezentacji zadebiutował 31 marca 2015 roku w zremisowanym meczu 2:2 z Curaçao w ramach eliminacji do Mistrzostw Świata 2018. Do dnia 1.11.2020 w kadrze wystąpił 9 razy i zdobył 2 bramki.

## Bramki w reprezentacji
| Nr | Data            | Obiekt                                      | Przeciwnik | Bramka na | Rezultat | Zawody                          |  |
| -- | --------------- | ------------------------------------------- | ---------- | --------- | -------- | ------------------------------- |  |
| 1. | 22 marca 2019   | Ed Bush Stadium, West Bay, Kajmany          | Kajmany    | 1–0       | 2–1      | Liga Narodów CONCACAF 2019/2020 |  |
| 2. | 7 września 2019 | Blakes Estate Stadium, Look Out, Montserrat | Dominikana | 2–1       | 2–1      | Liga Narodów CONCACAF 2019/2020 |  |